# 哈利鎮區 (阿肯色州迪沙縣)
哈利鎮區（英語：Halley Township）是位於美國阿肯色州迪沙縣的一個行政鎮區。

## 地方資料
哈利鎮區的面積為89.24平方千米，當中陸地面積為88.07平方千米，而水域面積為1.17平方千米。根據2010年美國人口普查的數據，當地共有人口346人，而人口密度為每平方千米3.88人。